# Boletus edulis

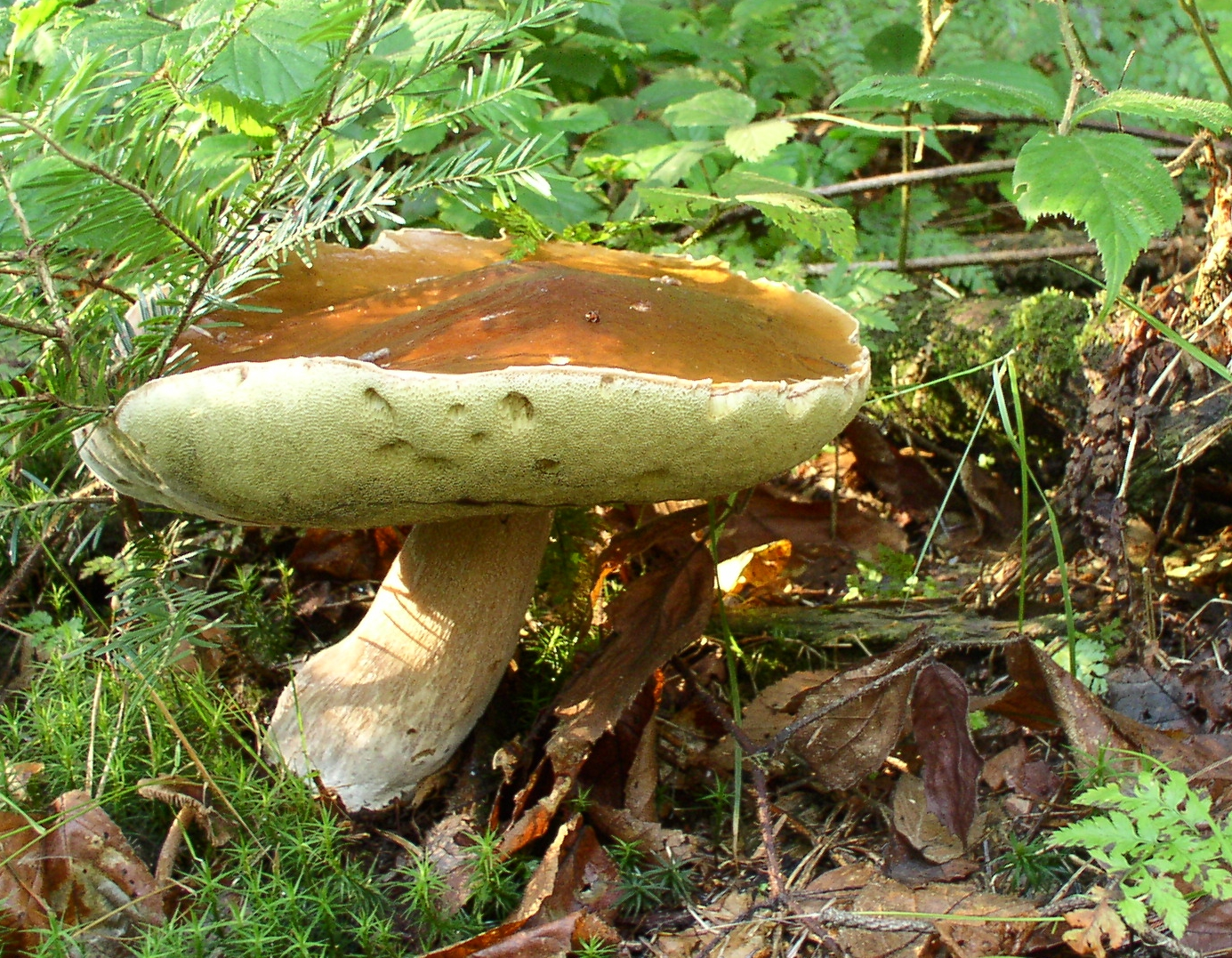
B. edulis

Boletus edulis Bull., 1782, volgarmente indicato come porcino, è un fungo edule della famiglia Boletaceae ed è la specie più conosciuta della sezione Edules. Inoltre è la specie tipo del genere Boletus. Da sottolineare che con il termine "porcino" si indicano tutte le specie della stessa sezione nel genere Boletus, che in Italia risultano essere quattro.

## Etimologia
Etimologia deriva dal latino edulis, commestibile, edule, per la squisita edibilità della sua carne.

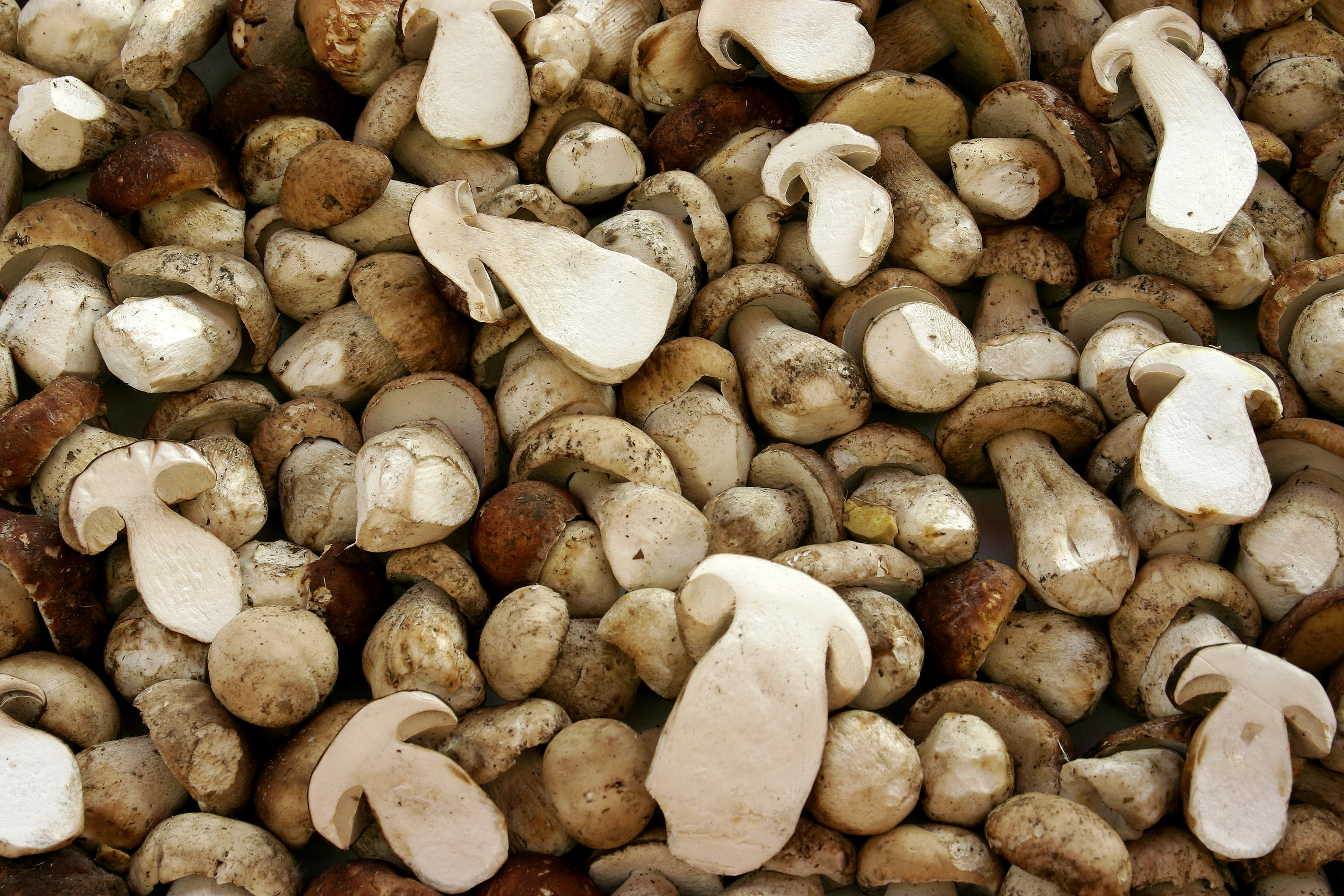
Boletus edulis raccolti assieme

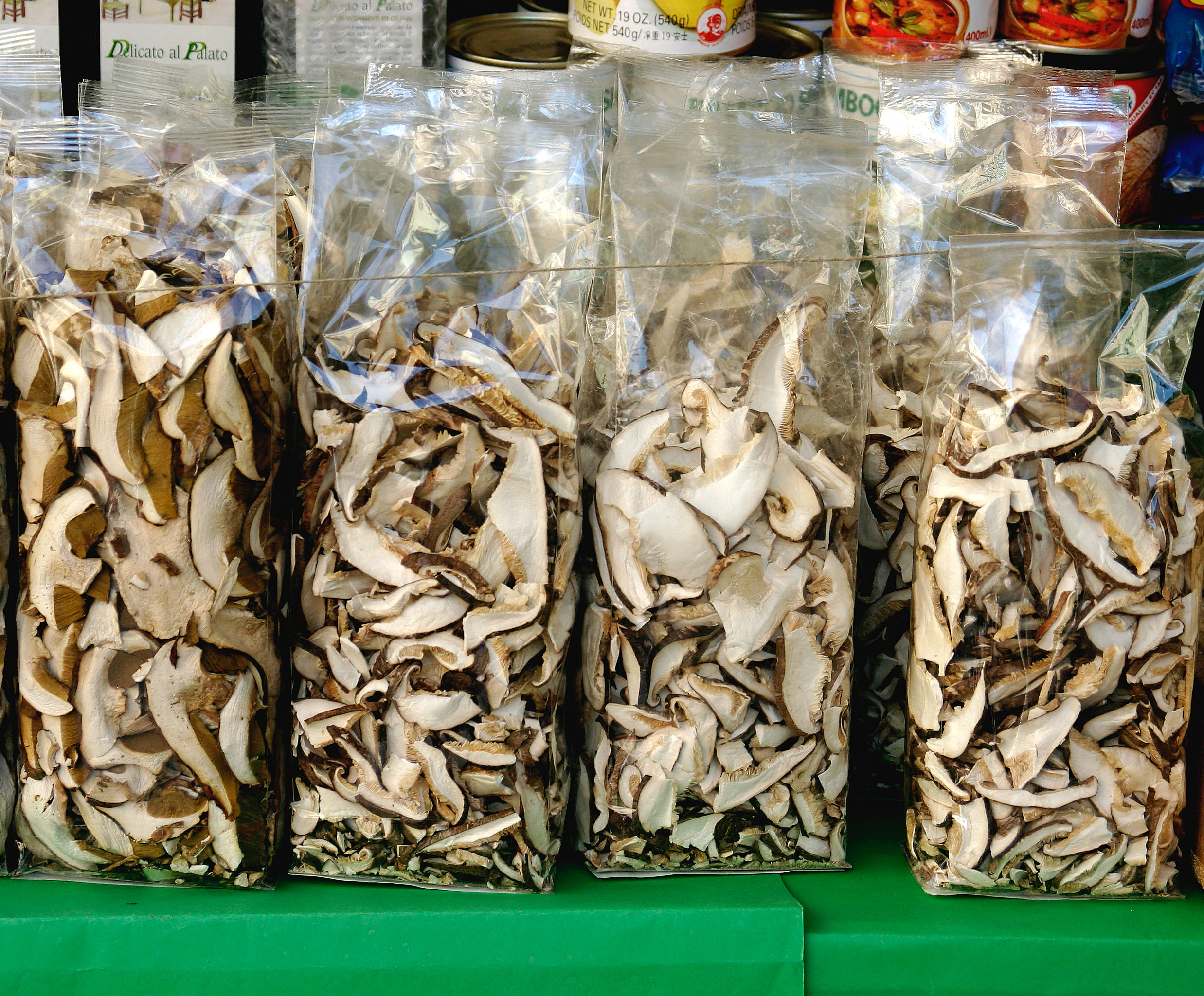
Boletus edulis essiccati ed imballati

## Descrizione della specie

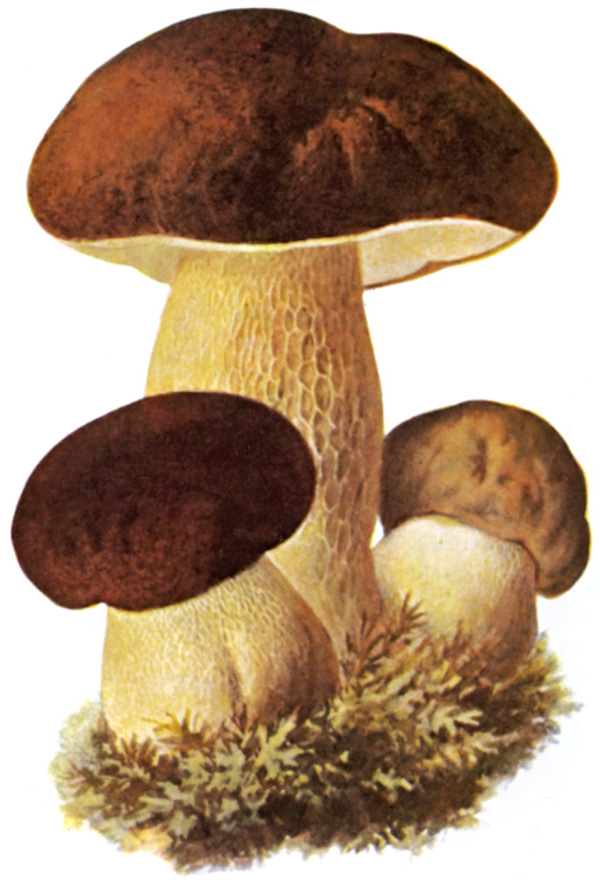
Illustrazione di B. edulis

Cappello 

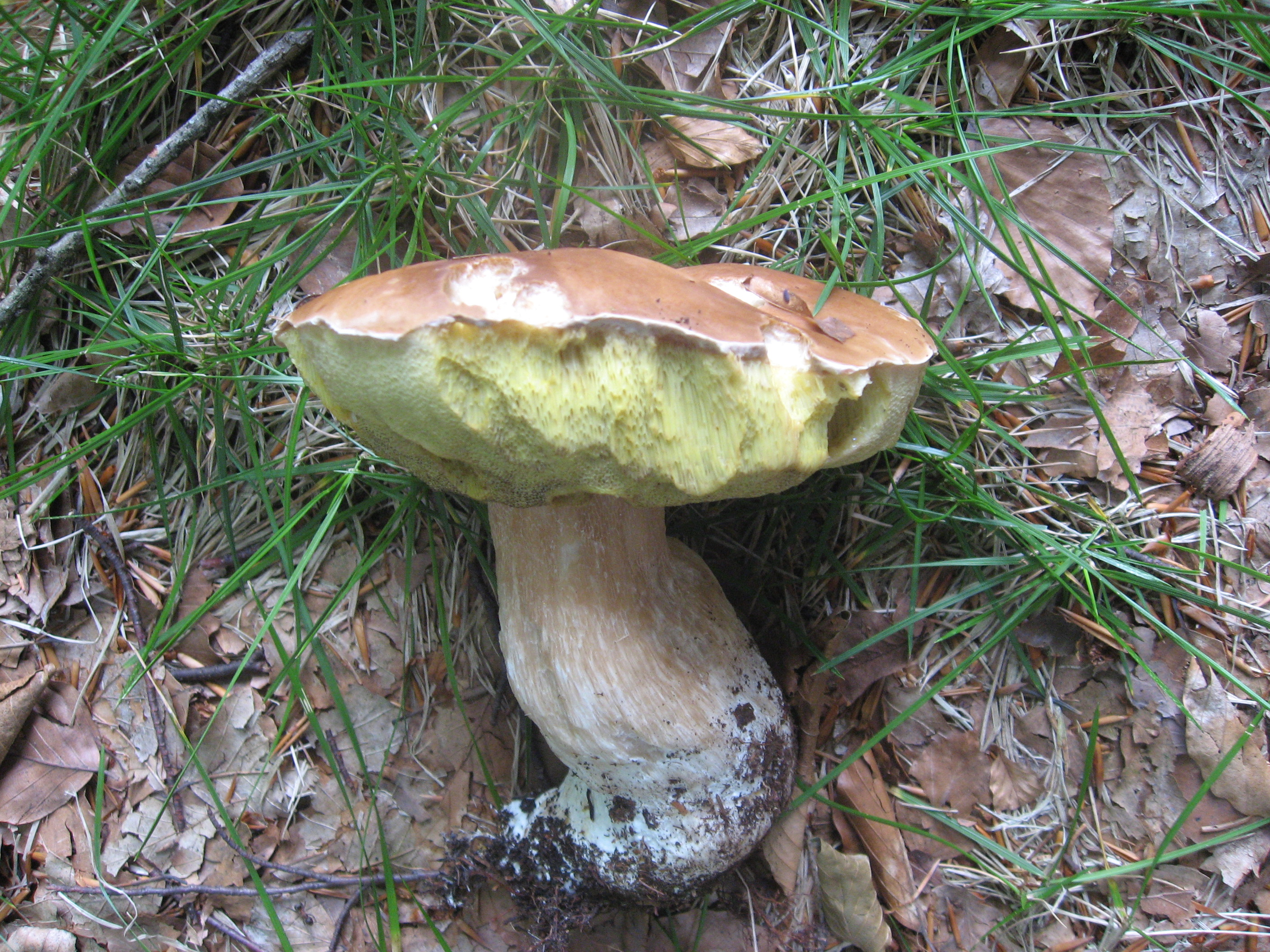
Tipico esemplare adulto di B. edulis, con pori giallo-olivastri e il cappello bruno chiaro

Cappello misura fino a 10-20 30 cm di diametro circa, dapprima emisferico, irregolarmente lobato, talvolta poco sviluppato rispetto al gambo, poi piano piano-convesso, regolare.
Cuticolaseparabile solo a lembi, liscia o rugosa, viscida e lucida con tempo umido, di colore variabile dal giallo-marrone chiaro all'ocraceo o castano bianco o bianco-gallinaccio, che volge al giallo verdiccio o verdastro a maturità. Il gambo del fungo è di colore nocciola chiaro e il cappello invece è di colore marrone vellutato.
 Pori 
I Pori sono piccoli, rotondi e concolori ai tubuli.
 Tubuli 
Lunghi fino a 30 mm, molli, facilmente separabili dal cappello, liberi o arrotondati al gambo, bianchi, poi giallastri e infine verdastri. 
 Gambo 
15 x 10 cm, robusto, obeso, da gibboso a cilindrico, più attenuato all'apice, compatto, di colore biancastro o nocciola chiaro, con reticolo a maglie fini e oblunghe nel senso dell'asse, concolore al fondo.
 Carne 
Bianca ed immutabile sia quella del cappello che quella del gambo; soda negli esemplari giovani, floscia e spugnosa nei vecchi, con sfumature bruno-violacee sotto la cuticola del cappello.
- Odore: grato.
- Sapore: dolce, aromatico.

 Microscopia 
Spore14-17 x 4,5-5,5 µm, fusiformi, lisce, bruno-oliva in massa.
Basidibi- e tetrasporici.

## Distribuzione e habitat
Cresce nelle brughiere e nei boschi di querce, di castagni, di faggi e di conifere (escluso il larice), durante i mesi caldi dell'estate fino all'autunno inoltrato.
La sua produzione varia in relazione all'andamento stagionale: è contraria alla siccità e alle basse temperature.

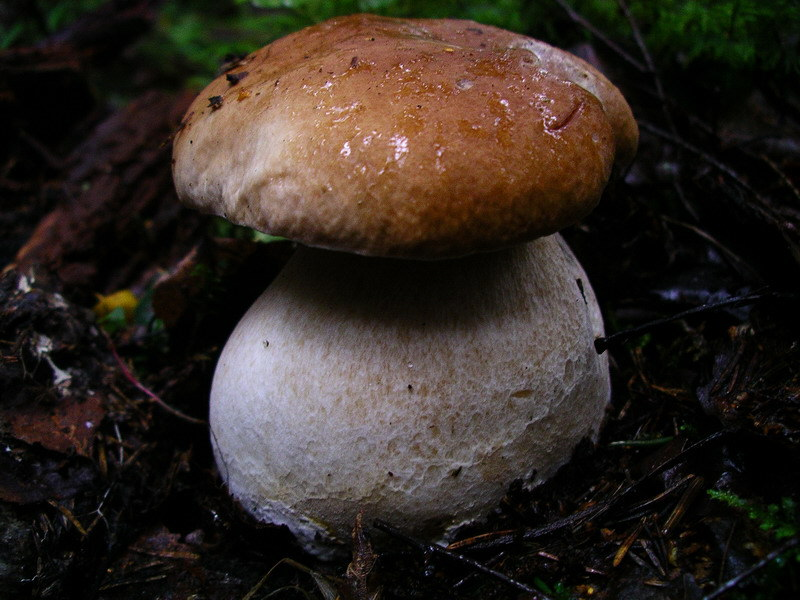
Esemplare con gambo piuttosto obeso

## Commestibilità
Eccellente, sia cotto che crudo. Si presta molto bene all'essiccamento oppure alla conservazione sott'olio.

## Tassonomia

### Sinonimi e binomi obsoleti
- Leccinum edule (Bull.) Gray, A Natural Arrangement of British Plants (London) 1: 647 (1821)
- Tubiporus edulis (Bull.) P. Karst., (1881)
- Tubiporus edulis (Bull.) P. Karst., (1881) subsp. edulis
- Dictyopus edulis (Bull.) Quél, (1886)
- Tubiporus edulis subsp. euedulis Maire
- Boletus edulis subsp. euedulis (Maire) Singer, Am. Midl. Nat. 37: 25 (1947)
- Boletus edulis Bull., Herb. Fr. 2: tab. 60 (1782) var. edulis
- Boletus edulis Bull., Herb. Fr. 2: tab. 60 (1782) subsp. edulis
- Boletus edulis Bull., Herb. Fr. 2: tab. 60 (1782) f. edulis
- Boletus elephantinus With., Arr. Brit. pl., Edn 3 (London) 4: 277 (1796)
- Boletus edulis var. elephantinus (With.) Pers., Syn. meth. fung. (Göttingen) 2: 510 (1801)
- Leccinum elephantinum (With.) Gray, Nat. Arr. Brit. Pl. (London) 1: 648 (1821)
- Boletus edulis var. tuberosus Pers., Syn. meth. fung. (Göttingen) 2: 511 (1801)
- Boletus edulis var. communis Alb. & Schwein., Consp. fung. (Leipzig): 240 (1805)
- Boletus solidus Sowerby, Coloured figures of English Fungi or Mushrooms (London) 3: tab. 419 (1809)
- Boletus esculentus ß albus Pers., (1825)
- Boletus persoonii Bon, Docums Mycol. 19(no. 74): 61 (1988)
- Boletus reticulatus var. albus (Pers.) Hlaváček, Mykologický Sborník 71(4): 114 (1994)
- Boletus edulis f. albus (Pers.) J.A. Muñoz, Fungi europ. (Alassio) 2: 314 (2005)
- Boletus citrinus A. Venturi, I Miceti dell'Agro Bresciano: 45, tab. 59, fig. 1 (1863)
- Boletus venturii Bon, Docums Mycol. 17(no. 65): 51 (1986)
- Boletus reticulatus var. citrinus Hlaváček, Mykologický Sborník 71(4): 113 (1994)
- Boletus edulis f. citrinus J.A. Muñoz, Fungi europ. (Alassio) 2: 316 (2005)
- Boletus edulis var. clavipes Peck, Bull. N.Y. St. Mus. 8: 133 (1889)
- Boletus edulis subsp. clavipes (Peck) Singer, Am. Midl. Nat. 37: 25 (1947)
- Boletus clavipes (Peck) Pilát & Dermek, Hribovité Huby [Boletaceous Fungi]: 97 (1974)
- Boletus edulis var. laevipes Massee, Brit. Fung.-Fl. (London) 1: 284 (1892)
- Boletus edulis f. laevipes (Massee) Vassilkov, Bekyi Grib: 13 (1966)
- Boletus edulis var. elephantinus Massee, Brit. Fung.-Fl. (London) 1: 284 (1892)
- Boletus edulis var. pseudopurpureus Murr, Öst. bot. Z. 67(10-12): 348 (1918)
- Boletus edulis f. pseudopurpureus (Murr) Vassilkov, (1966)
- Boletus edulis var. abietis Scheimek, Pilz- und Kräuterfreund 4: 170 (1921)
- Boletus edulis var. quercus Scheimek, Pilz- und Kräuterfreund 4: 170 (1921)
- Boletus edulis var. citrinus Pelt. ex E.-J. Gilbert, Les Livres du Mycologue Tome I-IV, Tom. III: Les Bolets: 117 (1931)
- Boletus edulis f. citrinus (Pelt. ex E.-J. Gilbert) Vassilkov, (1966)
- Boletus edulis subsp. euedulis Maire, Treb. Mus. Ciènc. nat. Barcelona, sér. bot. 15(no. 2): 41 (1933)
- Boletus olivaceobrunneus Zeller & F.D. Bailey, Mycologia 27(5): 457 (1935)
- Boletus edulis f. olivaceobrunneus (Zeller & F.D. Bailey) Vassilkov, (1966)
- Tylopilus porphyrosporus var. olivaceobrunneus (Zeller & F.D. Bailey) Wolfe, Biblthca Mycol. 69: 51 (1980)
- Boletus edulis var. betulicola Vassilkov, Compl. Fl. Champ. Supér. Maroc: 46 (1948)
- Boletus edulis f. betulicola (Vassilkov) Vassilkov, Bekyi Grib: 13 (1966)
- Boletus betulicola (Vassilkov) Pilát & Dermek, Hribovité Huby [Boletaceous Fungi] (Bratislava): 96 (1974)
- Boletus edulis subsp. betulicola (Vassilkov) Hlaváček [as 'betulicolus'], Mykologický Sborník 71(1): 8 (1994)
- Boletus edulis var. piceicola Vassilkov, Compl. Fl. Champ. Supér. Maroc: 40 (1948)
- Boletus edulis var. quercicola Vassilkov, Compl. Fl. Champ. Supér. Maroc: 40 (1948)
- Boletus slovenicus Smotl., C.C.H. 28(7-8): 104 (1951)
- Boletus edulis subsp. slovenicus (Smotl.) Hlaváček, Mykologický Sborník 71(1): 6 (1994)
- Boletus edulis f. arcticus Vassilkov, Bekyi Grib: 16 (1966)
- Boletus edulis var. arcticus (Vassilkov) Hlaváček, Mykologický Sborník 71(1): 9 (1994)
- Boletus edulis f. praecox Vassilkov, (1966)
- Boletus edulis f. quercicola Vassilkov, (1966)
- Boletus quercicola (Vassilkov) Singer, Sydowia 30(1-6): 257 (1978)
- Boletus edulis f. roseipes Vassilkov, (1966)
- Boletus edulis f. subaereus Vassilkov, (1966)
- Boletus edulis f. tardus Vassilkov, (1966)
- Boletus edulis var. ochraceus A.H. Sm. & Thiers, Boletes of Michigan (Ann Arbor): 373 (1971)
- Boletus edulis subsp. trisporus Watling, Notes R. bot. Gdn Edinb. 33(2): 326 (1974)
- Boletus edulis var. arenarius H. Engel, Krieglst. & Dermek, in Engel, Krieglsteiner, Dermek & Watling, Dickröhrlinge. Die Gattung Boletus in Europa (Coburg): 45 (1983)
- Boletus edulis var. grandedulis Arora & Simonini, Econ. Bot. 62(3): 374 (2008)[2]

### Specie simili
- Boletus aereus, ottimo commestibile, presenta il cappello più accentato di un color bronzo scuro.
- Tylopilus felleus, non commestibile, presenta il cappello giallastro, l'imenoforo rosato e un reticolo ben evidente sul gambo. Non commestibile per il sapore molto amaro.

## Nomi comuni
- funzo de castagna, funzo neigro, servajlo (Liguria)
- regùlat, biancon, brisott, cappellet, ferré levrin, fonz ferré, légorzéla, legorsela, nonna, nÿna, vairol, nivariö (Lombardia)
- anvrieul, bolè carèJ, bolè porsin, fons caplèt (Piemonte)
- ceppatello, ghezza, moccione, moccolone, gelatino (Toscana)
- servo (Lunigiana, Toscana, e dintorni)
- copín, cupít (Canton Ticino)
- porcino
- fiorone (Valle d'Aosta)
- brêsa (Friuli)
- munito (Irpinia e Monti Lattari)
- siddu, sillu, protta, pistuni (Calabria)[senza fonte]
- bółeo, briza, carpanote, presaneła, sbriza (Veneto)[3]
- brisa (Trentino-Alto Adige)[4]
- cuzlot (Emilia)[5]
- lardaru (Sicilia)
- Capnir (Campania[senza fonte]

## Composti bioattivi
I corpi fruttiferi del Boletus edulis contengono circa 500 mg di ergosterolo per 100 g di fungo secco, uno sterolo comune nei funghi e circa 30 mg di ergosterolo perossido per 100 g di fungo secco, uno steroide derivato con un ampio spettro di attività biologica, incluse attività antimicrobica e antinflammatoria, e citotossicità nei confronti di vari tipi di tessuti tumorali in vitro.

Fitochelatine conferiscono al B. edulis resistenza a metalli pesanti tossici come il cadmio.

Il fungo contiene anche una proteina legante lo zucchero, o lectina, che ha affinità per gli zuccheri xilosio e melibiosio.
La lectina è mitogenica, cioè può stimolare le cellule a iniziare il processo di divisione cellulare, con conseguente mitosi ed ha proprietà antivirali; inibisce, infatti, la trascrittasi inversa dell'enzima del virus dell'immunodeficienza umana.  Altri studi suggeriscono che il B. edulis ha anche un'attività antivirale nei confronti del virus Vaccinia e del virus del mosaico del tabacco coltivato in coltura.
I composti antivirali da funghi sono oggetto di interesse nella ricerca biomedica per il loro potenziale di far progredire la conoscenza sulla replicazione virale e come nuovi farmaci nel trattamento della malattia virale.
I corpi fruttiferi hanno un'elevata capacità antiossidante, dovuta probabilmente ad una combinazione di vari acidi organici (come gli acidi ossalico, citrico, malico, succinico e fumarico), i tocoferoli, i composti fenolici e gli alcaloidi. La più alta attività antiossidante è nei cappelli dei funghi. È stato stimato, inoltre, che i corpi fruttiferi contengano 528 mg della sostanza antiossidante ergotioneina per chilogrammo di fungo fresco; questo valore è il più alto tra molti prodotti alimentari testati in uno studio. In passato si è pensato che i porcini avessero proprietà antitumorali in accordo con ricerche ungheresi condotte negli anni cinquanta, ma in seguito le ricerche effettuate negli Stati Uniti non hanno supportato questa tesi.

## Composizione nutrizionale
Il B. edulis costituisce una fonte di cibo che, sebbene non ricca di carboidrati o grassi facilmente assimilabili, contiene vitamine, minerali e fibre alimentari. I funghi freschi contengono oltre l'80% di umidità, anche se i valori riportati tendono a differire in qualche modo poiché il contenuto di umidità può essere influenzato dalla temperatura ambientale e dall'umidità relativa durante la crescita e lo stoccaggio, nonché dalla quantità relativa di acqua che può essere prodotta come risultato dei normali processi metabolici durante la conservazione.
I carboidrati costituiscono la maggior parte dei corpi fruttiferi, costituiti dal 9,23% del peso fresco (vedi tabella) e dal 65,4% del peso secco. Il componente carboidrato contiene i monosaccaridi glucosio, mannitolo e α, α-trealosio, il glicogeno polisaccaride e la chitina polisaccaride strutturale insolubile in acqua, che rappresenta fino all'80-90% della sostanza secca nelle pareti delle cellule fungine. Chitina, emicellulosa e carboidrati simili alla pectina, tutti indigeribili dall'uomo, contribuiscono all'alta proporzione nutrizionale di fibra insolubile nel B. edulis.
Il contenuto totale di lipidi o grassi grezzi costituisce il 2,6% della sostanza secca del fungo. La proporzione di acidi grassi (espressa come percentuale degli acidi grassi totali) è: acido palmitico, 9,8%; acido stearico, 2,7%; acido oleico, 36,1%; acido linoleico, 42,2% e acido linolenico, 0,2%.
Uno studio comparativo della composizione aminoacidica di undici specie portoghesi di funghi commestibili selvatici ha mostrato che il B. edulis ha il più alto contenuto totale di amminoacidi,  circa 2,3 g per 100 g di fungo essiccato. Questo totale include un complemento completo di 20 amminoacidi essenziali e non essenziali. L'analisi degli amminoacidi liberi (cioè quelli non legati nelle proteine) ha rivelato che glutammina e alanina sono i principali amminoacidi (ciascuno circa il 25% dei composti totali); un'analisi separata ha concluso che la lisina è un altro composto predominante.
I valori riportati della composizione e le concentrazioni di metalli pesanti e minerali nel B. edulis tendono a differire in modo considerevole, poiché il fungo bioaccumula diversi elementi a vari gradi e la concentrazione degli elementi nei corpi fruttiferi è spesso un riflesso della concentrazione di elementi dei suoli dai quali sono stati colti. In generale, il B. edulis contiene quantità apprezzabili di selenio (13-17 ppm), un minerale traccia essenziale per una buona salute, sebbene la biodisponibilità del selenio derivato da funghi sia bassa. I corpi fruttiferi interi contengono inoltre 4,7 µg di vitamina D2 per 100 g di peso secco. Il contenuto relativamente alto dell'ergosterolo nei corpi fruttiferi può rendere il fungo nutrizionalmente pragmatico per vegetariani e vegani, che altrimenti avrebbero un apporto limitato di vitamina D.